# Збіґнєв Герберт
Збіґнєв Герберт (пол. Zbigniew Herbert; 29 жовтня 1924, Львів — 28 липня 1998, Варшава) — польський поет, есеїст, драматург. Кавалер Ордену Білого Орла.

## Життєпис

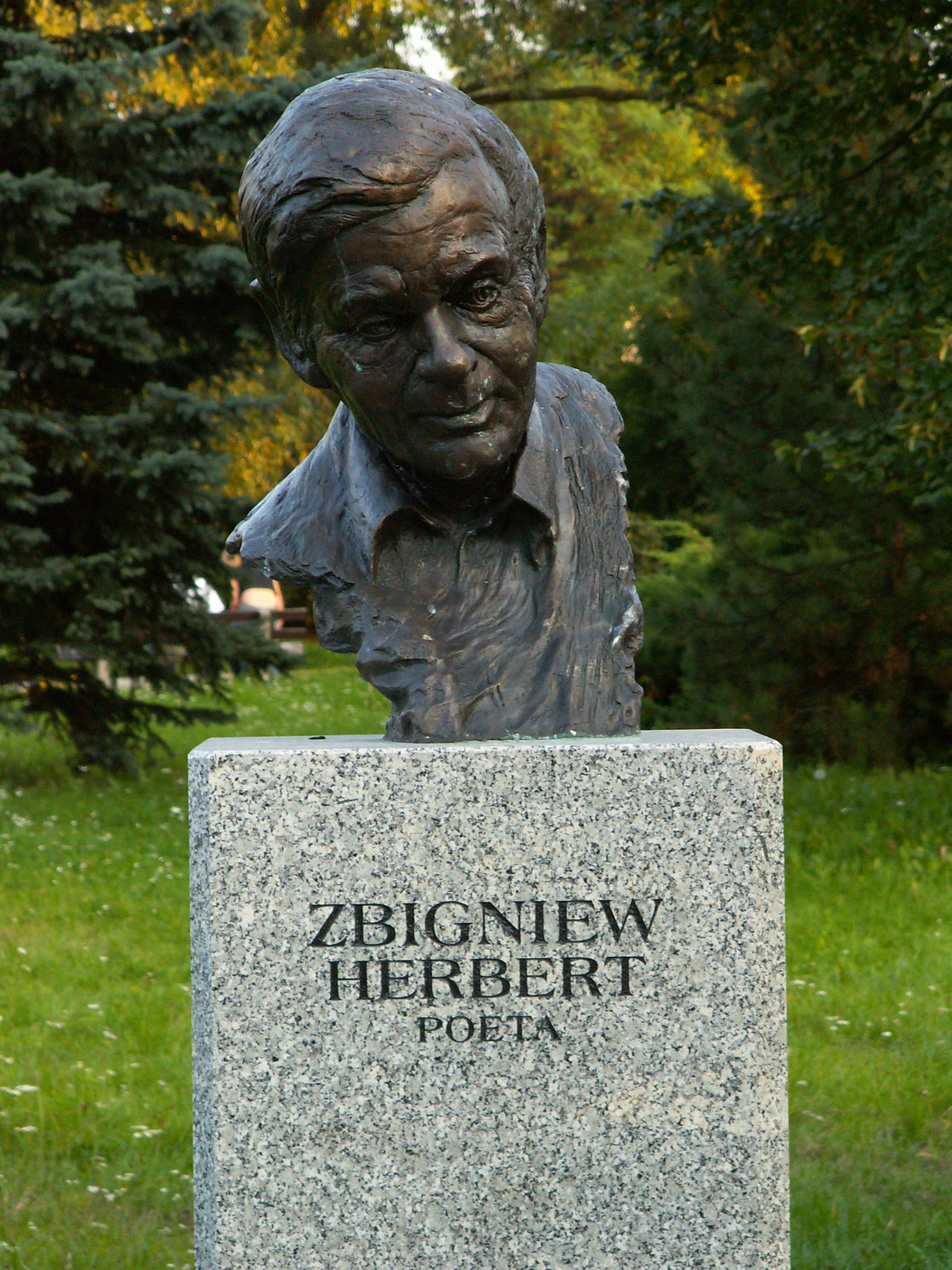
Погруддя поета на Алеї слави у Кельцях

Родина Гербертів — імовірно, англійського походження; прибула до Галичини з Відня. Батько поета за лінією матері (Марії з Балабанів) мав вірменське походження (З. Герберт згадав її у статті «Вірменська бабуся»). Був охрещений у костелі Святого Антонія.
Навчався у VIII львівській гімназії імені Короля Казимира Великого (у радянські часи — львівська середня школа № 14, нині — корпус УКУ). 
Під час окупації, серед іншого, він працював годувальником здорових вошей в Інституті, що виробляв вакцину проти висипного тифу, професора Рудольфа Вайґля і як продавець у магазині металевих виробів. Закінчивши середню школу, він розпочав полоністику в підпільному університеті Яна Казимира у Львові, але перервав навчання через виїзд до Кракова (наприкінці березня 1944 року, Перш ніж Червона Армія знову вступила до Львова).
1943—1944 роки — імовірно, брав участь у діяльності Армії Крайової. У березні 1944 року виїхав до Кракова.
У Кракові вивчав економіку, а також відвідував лекції в Яґеллонському університеті й Академії образотворчих мистецтв імені Яна Матейка. 1947 року отримав диплом Торговельної академії (тепер Економічний університет у Кракові).
1949 року здобув ступінь магістра права в Університеті Миколая Коперника в Торуні. Того ж року вступив на філософський факультет цього ж вишу.
Від 1948 року мешкав у Сопоті, куди переїхали зі Львова його батьки, згодом у Торуні.
1951 — перевівся на навчання до Варшавського університету і переїхав до Варшави.
Як поет дебютував 1950 року, але 1951 року вийшов зі Спілки польських літераторів.
У цей час публікував театральні, музичні та художні рецензії, уникаючи норм соціалістичного реалізму. Співпрацював із католицькою пресою — до моменту її ліквідації. Працював у банку, у музеї, кооперативі інвалідів, бібліотеці, учителем у середній школі, асистентом у бюро торфової промисловості, донором, директором бюро правління Спілки композиторів.
Життя Герберта змінила політична «відлига» 1956 року та кінець соцреалізму в Польщі. Тоді відбувся його дебют як автора книжок (поетична збірка «Струна світла»), поліпшилися побутові умови. Завдяки стипендії Спілки польських літераторів він зміг здійснити першу закордонну подорож. У 1958—1960 роках відвідав Австрію, Італію, Францію, Велику Британію. Підсумком цієї мандрівки стала популярна збірка есеїв «Варвар у саду».
1963—1964 — подорож по Британії, Франції, Італії, Греції.
1965—1971 — також перебував поза межами Польщі (Австрія, ФРН, Франція, Нідерланди, Бельгія, США).
Проводячи більшість часу за межами ПНР, Герберт завжди подовжував свій польський паспорт, що забезпечувало йому можливість повернення на батьківщину.
Найціннішим у доробку Герберта вважається цикл творів про «пана Коґіто», — постать, глибоко занурену в сучасність та одночасно міцно закорінену в європейській культурній традиції.
У 1980-х роках Збіґнєв Герберт був поетичним прапором польської опозиції.
Від 1986 року мешкав у Парижі, де співпрацював з еміграційним виданням «Zeszyty Literackie». До Польщі повернувся 1992 року.
Прихильник інтелектуально-притчевої лірики (збірки «Гермес, пес та зірка», 1957; «Вивчення предмета», 1961; «Елегія на прощання», 1990).
Лауреат багатьох польських та закордонних відзнак, у тому числі премії Гердера (1973) та Єрусалимської премії (1990).
10 липня 2007 року польський сейм проголосив 2008-й рік Роком Збіґнєва Герберта.

## Творчість
Збіґнєв Герберт — відомий і шанований поет у Польщі та за кордоном. Його вірші перекладено англійською, італійською, чеською, голландською, шведською, угорською мовами. Герберту присудили премії імені Ніколаса Ленау (1965), Гердера (1973), Петрарки (1978).

### Поезія
Перші вірші Герберта вийшли друком у журналі «Сьогодні і завтра» (№ 37, 1950). Це були поезії: «Napis», «Pożegnanie września», «Złoty środek», проте вийшли вони без згоди автора. Повноцінний поетичний дебют відбувся наприкінці року на шпальтах «Загального тижневика» (№ 51). До 1955 поет друкував різноманітні твори у цьому часопису, залишаючись за межами літературного життя. Не маючи жодних шансів видати свою збірку, він вирішив опублікувати 22 вірші в антології молодої католицької поезії, що побачила світ у ПАКСі (Варшава, 1954).
Ширшому колу читачів автор був представлений лише на Прем'єрі п'яти поетів (разом із Мироном Бялошевським, Богданом Дроздовським, Станіславом Чичем, Єжи Гарасимовичем) у журналі «Літературне життя» (№ 51, грудень 1955). У 1956 році вийшов його дебютний том «Струна світла» (пол. «Struna światła»); наступного року — «Гермес, пес і зірка» (пол. «Hermes, pies i gwiazda»). Пізній дебют призвів до того, що Герберта, який належав до того самого покоління, що й Кшиштоф Каміль Бачинський або Тадеуш Ружевич, почали пов'язувати з поколінням «Сучасності», яке ввійшло до літературного життя на хвилі відлиги 1956 року.
Наступні два томи: «Studium przedmiotu» і «Napis» вийшли в 1961—1969 роках. У 1974 році до польської культури увійшла постать із заголовка наступної збірки — «Пан Коґіто». Він з'являвся й в інших пізніших поезіях Герберта. У 1983 році поет видав в Інституті літератури в Парижі наступний том — «Звіт з обложеного міста ті інші вірші» (пол. «Raport z oblężonego Miasta i inne wiersze»). У Парижі з'явився ще одне видання — «Елегія на прощання», 1990 (пол. «Elegia na odejście»). У 1992 році, уже в Польщі, побачила світ збірка «Ровіґо» (пол. «Rovigo»). За кілька місяців перед смертю автора вийшла книжка «Епілог бурі» (пол. «Epilog burzy»).
Головною рисою поезії Герберта, на яку відразу звертала увагу критика, є міфи, античні герої і твори мистецтва. Герберт використовував механізм детальної деміфологізації. Автор намагався відкинути всі можливі культурні уявлення про міфологеми й дістатися до першозразків, ніби зустрічаючись сам на сам з античними героями. У його творчості минуле не є чимось далеким і замкненим — оживлені постаті й події дають змогу краще зрозуміти історію та сучасність. Минуле стає мірою сучасності.
У поезії Герберта немає цілісної історіософської концепції. Те, що можна сказати про історію, виходить із простих спостережень. Історія стає місцем для господарювання зла, якому одвічно протистоїть лише група обраних, незламних. Одна людина, індивід, не може змінити хід історії, але вона зобов'язана створювати опір, незважаючи на перешкоди. Етичний фундамент творчості Герберта — це переконання у правильності цієї справи й корисності дій, спрямованих на її захист, не залежить від шансів на перемогу. Ця патетична ідея супроводжується іронічною свідомістю того, що вона проголошена в малогероїчну епоху — добу, в якій потенційному героєві загрожує не лише мука, але й небезпека бути висміяним. Рисою сучасного світу в розумінні Герберта є розмиті межі між добром і злом. Сучасне зло не має демонічного характеру, його складно визначити. Герой усвідомлює свою нікчемність, тому провокує межові ситуації не лише, щоб зберегти вірність ідеї, але також щоб спровокувати зло, змусити його показати себе.
Однак сувора оцінка сучасності не означає, що Герберт ідеалізує історію. Кінець наївному баченню минулого поклали події й досвід Другої світової війни. Історію пишуть переможці, проте варто уважно придивлятися до того, що приховується. Образ стародавніх героїв може бути фальшивим, тобто репрезентувати такі цінності, які не слід приймати беззастережно.
Присутність зла викликає запитання про склад і сенс світу, а також про існування Бога. У творчості Герберта немає одностайного образу і стосунку до Бога: він або всесильний, холодний, досконалий або водночас віддалений та безсилий.

## Українські переклади
- «Струна світла» / переклад з польської Василя Махна. — Тернопіль: Лілея, 1996.
- «Вибрані поезії» / переклад з польської Віктора Дмитрука. — Львів: Каменяр, 2001.
- «Вибрані поезії» / переклад з польської Віктора Дмитрука. — Львів: Каменяр, 2007.
- Поезії / переклад з польської Віктора Дмитрука. — Львів: Каменяр, 2018.
- «Натюрморт із вудилом [Архівовано 16 квітня 2021 у Wayback Machine.]» / переклад з польської Андрія Павлишина. — Київ: Дух і літера, 2008.
- «Лабіринт біля моря [Архівовано 16 квітня 2021 у Wayback Machine.]» / переклад з польської Андрія Павлишина. — Київ: Дух і літера, 2008.
- «Варвар у саду [Архівовано 16 квітня 2021 у Wayback Machine.]» / переклад з польської Андрія Павлишина. — Київ: Дух і літера, 2008.
- «Пан Cogito» / переклад з польської Валерія Бутевича. — Тернопіль: Крок, 2019.
- «Печера філософів / переклад з польської Лариси Андрієвської. — Львів: Видавництво Анетти Антоненко, 2021.